# استمالة بالإطراء (مغالطة)
مغالطة الاستمالة بالإطراء أو بالمدح، وهي تحصل حينما يُعتقد بأن مجرد إطراء شخص آخر فهذا تلقائياً يجعل الدعوى التالية للإطراء مقبولة. وهذه المغالطة تسير على النحو التالي:
1. شخص (أ) يقوم بإطراء شخص (ب).
2. شخص (أ) يطرح دعوى (س).
3. إذن، دعوى (س) صحيحة.

الفكرة الأساسية في هذه المغالطة هي أن الإطراء يقوم مقام الدليل على الدعوى. وهو خاطئ بالطبع لأن الإطراء لايصلح أن يكون دليلاً على الدعوى.

## أمثلة
- «بالتأكيد رجل بذكائك هذا يمكنه أن يرى أن هذا الاقتراح ممتاز جداً»، (هذا يعني عدم قبول الرجل بالاقتراح سيعني أنه غير ذكي).
- «أنت رجل قوي، هل يمكنك أن تحمل هذا لي؟»، (عدم المساعدة يعني الفشل في إظهار القوة البدنية والضعف الشديد).

الرفض الذي لا ينكر المجاملة، يمكن صياغته على الشكل التالي: «قد أكون صفة إيجابية، لكن هذا لا يعني أنني سأؤدي الفعل من أجلك».
هذه المغالطة ليست بالضرورة مغالطة منطقية، أي عندما تكون المجاملة صادقة ومتصلة بشكل مباشر مع الحجّة، مثال:
«أنت فتاة جميلة بشكل مذهل، يجب أن تصبحي عارضة أزياء».